# شیخلر (جبرائیل)
شیخلر (به ترکی آذربایجانی: Şıxlar) یک منطقه مسکونی در جمهوری آرتساخ است که در استان هادروت واقع شده‌است.